# Igralište na Kajzerici
Igralište na Kajzerici nogometno je igralište s malim tribinama u zagrebačkom gradskom naselju Kajzerica.

## Položaj
Nalazi se jugoistočno od križanja Antalove i Cimermanove ulice, u neposrednoj blizini Zagrebačkog velesajma u Novom Zagrebu.

## Povijest
Izgrađeno je i uređeno 1952. za prvoligaša NK Lokomotivu, klub osnovan 1914. godine kao Željezničarski športski klub Victoria. Lokomotiva je 1952. bila u vrhu hrvatskog nogometa. U godini izgradnje bila je treća u Prvoj jugoslavenskoj ligi. Služilo je i za utrke u speedwayu, osobito 60-ih godina 20. stoljeća. Ovo športsko borilište bilo je nekad vrlo omiljeno i često posjećivano. 
2010-ih je bilo među najzapuštenijima u Zagrebu. Lokomotiva, premda je imala sjedište na Kajzerici, utakmice nije igrala na svom terenu, nego u Kranjčevićevoj, na Hitrec – Kacianu ili na Maksimiru. Tribine Kajzerice su zarasle u korov, a veliki dio bio je zakriven zelenilom. Mještani su ovdje doslovno dolazili u lov na zečeve i fazane.
Preokret stanja na Kajzerici zbio se od 2015. Koncesijski korisnik Lokomotiva je ulaganjem od 14 milijuna kuna napravila trening kamp s jednim od najmodernijih terena s umjetnom travom, reflektorima, uređene su prostorije uprave, svlačionice i okoliš te dva nova terena s nadvodnjavanjem. Danas ovdje profesionalno trenira preko 300 djece svih uzrasta.

## Vanjske poveznice
- Nepoznati Zagreb Nogometno igralište na Kajzerici
- Igralište na Kajzerici